# Stefano di Borbone
Stefano di Borbone (Belleville, 1180 circa – 1256) è stato un religioso francese, inquisitore domenicano e autore della maggiore raccolta di exempla per la predicazione del suo secolo, il Tractatus de diversis materiis predicabilibus.

## Biografia
Étienne de Bourbon prese i voti da domenicano a Parigi, verso il 1220. Predicatore generale dal 1223 al 1250, percorse le regioni francesi, la Borgogna, la Lorena, la diocesi di Valence, il Rossiglione e la Savoia. Tra i primi inquisitori, redasse un catalogo sugli «errori della fede», una lista utilizzata, fra gli altri, da inquisitori successivi, come Bernardo Gui, nel XIV secolo, nel suo Manuale dell'inquisitore.
Tale Tractatus de diversis materiis predicabilibus, redatto intorno al 1250, contiene più di 3000 precetti, di varia origine; il manoscritto originale è perduto.

## Cinematografia
- Il film Le moine et la sorcière, di Suzanne Schiffman (1987), ha fra i protagonisti la figura storica di Stefano di Borbone